# Mai 1983
Acest articol este generat integral pe baza informațiilor din articolul 1983 și este actualizat periodic de un robot.
 Editările făcute în articol vor fi șterse la următoarea actualizare! Dacă doriți să faceți modificări, editați articolul-sursă.

ianuarie -
februarie -
martie -
aprilie -
mai -
iunie -
iulie -
august -
septembrie -
octombrie -
noiembrie -
decembrie
Mai 1983 a fost a cincea lună a anului și a început într-o zi de duminică.

## Evenimente
- 17 mai: Libanul, Israelul și Statele Unite semnează o înțelegere prin care Israel se retrage din Liban.

## Nașteri
- 2 mai: Alessandro Diamanti, fotbalist italian
- 2 mai: Michael Thwaite, fotbalist australian
- 3 mai: Alin Moldoveanu, sportiv român (tir)
- 3 mai: Satoru Yamagishi, fotbalist japonez
- 4 mai: Jorge Oropeza (Jorge Oropeza Torres), fotbalist mexican
- 5 mai: Henry Cavill, actor britanic de film și televiziune
- 6 mai: Dani Alves (Daniel Alves da Silva), fotbalist brazilian
- 12 mai: Alina Kabaeva, gimnastă, fotomodel, politiciană rusă de etnie uzbekă
- 13 mai: Anita Görbicz, handbalistă maghiară
- 13 mai: Grégory Lemarchal, cântăreț francez (d. 2007)
- 13 mai: János Székely (János József Székely), fotbalist român de etnie maghiară
- 13 mai: Yaya Touré (Gnégnéri Yaya Touré), fotbalist ivorian
- 14 mai: Amber Tamblyn (Amber Rose Tamblyn), actriță americană
- 16 mai: Nancy Ajram, cântăreață libaneză
- 16 mai: Mădălin Murgan, fotbalist român
- 17 mai: Danko Lazović, fotbalist sârb (atacant)
- 17 mai: Dimităr Stoianov, politician bulgar
- 18 mai: Veaceslav Gojan, pugilist din R. Moldova
- 18 mai: Moussa Kalisse, fotbalist din Țările de Jos
- 18 mai: Nadejda Kucer, solistă belarusă de operă (soprană)
- 19 mai: Eve Înger, actrița porno maghiară
- 20 mai: Óscar Cardozo (Óscar René Cardozo), fotbalist paraguayan (atacant)
- 21 mai: Kim-Sarah Brandts, actriță germană
- 21 mai: Loni Willison (Loni Christine Willison), actriță americană (Baywatch)
- 21 mai: Adrian Nalați, fotbalist român
- 22 mai: Mîkola Oleksandrovici Udianskii, antreprenor ucrainean în domeniul IT, activist social și om de știință, cofondator și coproprietar al schimbului de criptomonede Coinsbit
- 22 mai: Mîkola Oleksandrovici Udianskii, antreprenor ucrainean în domeniul IT, activist social și om de știință, co-fondator și fost coproprietar al schimbului de criptomonede Coinsbit
- 23 mai: Heidi Range (Heidi India Range), muziciană britanică
- 23 mai: Randi (Andrei Ștefan Ropcea), cântăreț și compozitor român
- 24 mai: Flavius Băd (Flavius Lucian Băd), fotbalist român (atacant)
- 25 mai: Marcos António (Marcos António Elias Santos), fotbalist brazilian
- 26 mai: Rodica Șerban, canotoare română
- 26 mai: Tudor Ulianovschi, politician din R. Moldova
- 26 mai: Demy de Zeeuw (Demy Patrick René de Zeeuw), fotbalist din Țările de Jos
- 27 mai: Malina Prześluga, dramaturgă poloneză
- 28 mai: Andrei Carabelea, politician român
- 28 mai: Virgil Alin Chirilă, politician român
- 28 mai: Darijan Matič, fotbalist sloven
- 29 mai: Jean II Makoun, fotbalist camerunez
- 30 mai: Oleg Hromțov, fotbalist din R. Moldova (atacant)
- 31 mai: Cabron (Alexandru Minculescu), cântăreț român

## Decese
- 2 mai: Pridi Banomyong, 82 ani, om politic thailandez (n. 1900)
- 2 mai: Zoltán Fábián, 57 ani, scriitor maghiar (n. 1926)
- 17 mai: Victor Halperin, 87 ani, regizor de film, american (n. 1895)
- 19 mai: Jean Rey, 80 ani, politician belgian (n. 1902)
- 21 mai: Eric Hoffer, 80 ani, filosof american (n. 1902)
- 21 mai: Gyárfás Kurkó, 73 ani, jurnalist român de etnie maghiară (n. 1909)
- 22 mai: Albert Claude, 84 ani, biolog belgian, laureat al Premiului Nobel (1974), (n. 1899)
- 25 mai: Necip Fazıl Kısakürek (Ahmet Necip Fazıl Kısakürek), 79 ani, scriitor turc (n. 1904)